# Žubrica
Žubrica es una localidad de Croacia situada en el municipio de Suhopolje, condado de Virovitica-Podravina. Según el censo de 2021, tiene una población de 73 habitantes.

## Demografía
| Gráfica de población de Žubrica 1857-2011                           |
|                                                                     |
| Según los censos de población de la Oficina de Estadísticas Croata. |